# 久保田博南
久保田 博南（くぼた ひろなみ、1940年〈昭和10年〉10月10日 - ）は、群馬県太田市出身の医療機器開発コンサルタント、サイエンスライターである。生体情報モニタの創始を手始めとして、心電図モニタ、パルスオキシメーターなどのワイヤレス化、小型・省エネ化、ポータブル化などによる関連機器群の普及活動に尽力している。

## 人物
1963年、群馬大学工学部電気工学科を卒業後、日本光電工業株式会社に入社し医療機器の研究開発に従事した。1965年に生体情報モニタ、1975年にワイヤレス式の生体情報モニタを商品化し、ともに世界初の開発だったことから「ミスタモニタ」や「生体モニタの父」と呼ばれる。このとき開発された初号機「MBM-40」は現在麻酔博物館に展示されている。1988年、イギリスのコントロンインスツルメンツにスカウトされ、ミスタモニタの頭脳流出と話題となった。コントロンインスツルメンツでは、経皮血液ガスモニタ、パルスオキシメーターなどの開発援助、輸入･販売に従事した。1993年に、パルスオキシメーターの超小型化・ポータブル化を提唱し、その後の普及を予見した。1994年、ケイアンドケイジャパン株式会社設立、代表取締役就任、医療機器開発コンサルタントとしての業務を遂行している。この間、国際標準化機構（ISO）委員、日本医療機器工業会誌編集長、日本医療機器学会誌編集委員、医工連携推進機構理事､城西大学現代政策学部非常勤講師などを歴任。医療機器業界人として活動し、関連の著書多数を執筆。医療機器関連のセミナー・講演等の講師としての活動も多い。近年では無線通信技術を応用した「ワイヤレス・ホルタ心電計」や、サイズ・重量・消費電力が世界で最小の「心電図テレメトリー」に関してGM３社の開発協力を行った。科学技術振興機構(JST)の科学番組サイエンスチャンネルにおいて、医療機器を分かりやすく紹介する番組「いらっしゃいませ、仁術堂です。」の監修なども行っている。現在、日経BPの「デジタルヘルス」サイトに「久保田博南の医療機器トレンドウオッチ」、『医科器械』誌に「器具・器械を創った人びと」を連載中。また、趣味のBCL や辞書収集を題材にしたサイエンスライター として一般向けの著書も多い。

## 略歴
- 1940年、群馬県新田郡生品村（現：太田市）に生まれる。母方の祖父小川佐京は、生品村長を務めた。
- 1956年、生品村立生品中学校（現：太田市立生品中学校）を卒業。
- 1959年、群馬県立太田高等学校を卒業し、群馬大学工学部電気工学科入学。大学時代の恩師に畔上道雄がいる。
- 1963年、群馬大学を卒業し、単身で上京。日本光電工業入社、医療機器業界での活動へ。
- 1994年、ケイアンドケイジャパン株式会社設立、代表取締役に就任。

## 表彰
- 1981年、ダーラム市（アメリカ合衆国）名誉市民 - デューク大学との無線テレメータ式生体情報モニタの協同研究による

- 1985年、『呼吸モニタ』に関し、日本ME学会から「新技術開発賞」を受賞
- 1987年、アドベンチスト・ワールド・ラジオ日本語放送、第1号受信感謝状
- 2001年、防衛省陸上自衛隊衛生学校、部外講師5年勤続表彰
- 2004年、著書『医療機器の歴史』、日本医科器械学会（現：日本医療機器学会）著述賞受賞
- 2009年、著書『生体情報モニタ開発史』、国立国語研究所の『現代日本語書き言葉均衡コーパス』に採録
- 2009年、著書『いのちを救う先端技術』、日本医療機器学会著述賞受賞

## 主な出演番組
- BBC（日本語放送）　（1985年）
- ラジオ韓国（日本語放送）　（1985年）
- バチカン放送（日本語放送）　（1986年）
- モスクワ放送（日本語放送）　（1987年）
- ラジオたんぱ　（1989年）
- テレビ東京　「レディス4」　（1993年）
- TBSラジオ　「サイエンス・サイトーク」（2001年）
- テレビ東京　「ニュースモーニングサテライト」　（2006年）

## 著書
- 『生体情報モニタ50年』（薬事日報社、2016年刊)
- 『ヘルスケアを支えるバイオ計測』（シーエムシー出版、共著2016年刊)
- 『磁力の科学』（日刊工業新聞社、共著2014年刊）
- 『パーソナル・ヘルスケア』（NTS、共著2013年刊）
- 『医療機器』（真興交易、2010年刊）
- 『いのちを救う先端技術』（PHP新書、2008年刊）
- 『バイタルサイン収集論』（真興交易、2006年刊）
- "Collective Theory of Vital Signs"（真興交易、2006年刊）
- 『電気システムとしての人体』（点字図書、2005年刊）
- 『生体情報モニタ開発史』（真興交易、2004年刊）
- 『医療機器の歴史』（真興交易、2003年刊）
- 『電気システムとしての人体』（講談社・ブルーバックス、2001年刊）
- 『電子辞典の楽しみ方』（PHP新書、2000年刊）
- 『バイタルサインモニタ入門』(秀潤社、2000年刊）
- 『ナースのための医用機器』（コロナ社、共著、1999年刊）
- 『視点オピニオン21』（上毛新聞社、共著、1999年刊）
- 『健康を計る』（点字図書、1998年刊）
- 『8カ国科学用語事典』（講談社･ブルーバックス、1997年刊）
- 『科学のことば雑学事典』（講談社･ブルーバックス、1995年刊）
- 『健康を計る（第1巻～第3巻）』（点字図書、1994年刊）
- 『健康を計る』（講談社･ブルーバックス、1993年刊）
- 『電波で巡る国ぐに』（コロナ社、1991年刊）

## 論文・文献
- 2015-2,医療機器 はじめ物語 第5回パルスオキシメータ

　久保田　博南　クリニカルエンジニアリング
- 2013-8,特集のねらい(<特集>非接触モニタリングの時代)

　久保田 博南 日本医療機器学会
- 2011-2,モニタリング技術の変遷と展望

　久保田 博南 日本臨床麻酔学会
- 2010-12,血圧測定の歴史

　History of blood pressure measurement (特集 血圧計のすべて)

　久保田 博南 日本医療機器学会
- 2007-02-01,特集のねらい(<特集>続・パルスオキシメータのすべて)

　An Aim for the Special Issue(Global Aspects on Pulse Oximeter: Part 2)

　久保田 博南 日本医療機器学会
- 2007-02-01,パルスオキシメータの商品化論(<特集>続・パルスオキシメータのすべて)

　Commercialization on Review of Pulse Oximeter(Global Aspects on Pulse Oximeter: Part 2)

　久保田 博南 日本医療機器学会
- 2006-12-01,生体情報モニタの歴史と将来展望(<特集>非侵襲検査の最前線)

　History and Future View of Vital Sign Monitor(The Forefront of Noninvasive Test)

　久保田 博南 日本医療機器学会
- 2005-12-01,反射型センサの特徴(<特集>パルスオキシメータのすべて)

　The Feature of Reflection-type Sensors(<Special Issue>Global Aspects on Pulse Oximeter)

　久保田 博南 日本医療機器学会
- 2005-12-01,特集のねらい(<特集>パルスオキシメータのすべて)

　An Aim for the Special Issue(<Special Issue>Global Aspects on Pulse Oximeter)

　久保田 博南 日本医療機器学会
- 2004-12,治療及び手術用機器 (日医機協創立20周年記念特集号) (医療機器産業(分野別)の課題と展望)

　久保田 博南 日本医療機器産業連合会
- 2004-07-01,特集のねらい(<特集>医科器械のオリジナリティー)

　An Aim for the Special Issure(<Special Issue>Originality of Medical Instruments)

　久保田 博南 日本医療機器学会
- 2003-05-01,特集のねらい(<特集>ISO-TC121(麻酔装置及び医療用呼吸器)の動向)

　An Aim for the Special Issure(<Special Issure>ISO-TC 121, Anaesthetic and Respiratory Equipment)

　久保田 博南 日本医療機器学会
- 2003-05-01,SC4麻酔学用語(<特集>ISO-TC121(麻酔装置及び医療用呼吸器)の動向)

　SC4 Anaesthesiology-Vocabulary(<Special Issure>ISO-TC 121, Anaesthetic and Respiratory Equipment)

　久保田 博南 宮坂 勝之 日本医療機器学会
- 2000-12-01,センサ技術の進歩と生体情報モニタへの応用 (<特集>20世紀の技術進歩と医科器械への応用)

　Advance in Sensor Technology and Application for Patient Monitoring Systems (<Special Issue> Advance of Technologies in the 20th Century and its Application to Medical Products)

　久保田 博南 日本医療機器学会
- 1986-06-01,ISO/TC 121(麻酔用と呼吸用機器に関する国際標準化機構)中間会議出席の報告

　A Report of ISO/TC 121 Interim Meeting in Milan

　佐藤 暢 久保田 博南 中島 太郎 根本 幾 日本医療機器学会
- 1986-06-01,生体情報伝送システム(<特集>診療所・病院を支援するニューメディア)

　Communication Systems for Patient Information

　竹内 英夫 久保田 博南 長岡 俊治 田中 正二 日本医療機器学会
- 1986-03-01,1985年ISO/TC121(麻酔用と呼吸用機器に関する国際標準化機構)の報告

　A Report from 1985 ISO/TC 121 (Technical Committee of the International Organization for Standardizatin on Anesthetic and Respiratory Equipment) Meeting

　佐藤 暢 久保田 博南 日本医療機器学会
- 1985-08-01,警報の標準化 : ISOロンドン会議に出席して

　Standardization for Worning Signals : Report of the ISO Meeting in London

　久保田 博南 日本医療機器学会
- 1984-12,オンライン入力とセンサ (患者監視<特集>)

　久保田 博南 日本学会事務センター
- 1983-07-01,救急患者モニタ(<特集>救急医療用機器シリーズ)

　Acute Patient Monitoring

　久保田 博南 日本医療機器学会
- 1977-08-01,患者監視装置の動向

　Progress of Patient Monitoring System

　久保田 博南 日本医療機器学会
- 1974-10,非観血電気血圧計(Senior course 生理)

　久保田 博南 医学書院